# 2022年の相撲
2022年の相撲（2022ねんのすもう）では、2022年（令和4年）の相撲関連の出来事についてまとめる。
2021年-2022年-2023年

## できごと

### 1月
- 23日 - 【大相撲】大相撲1月場所はこの日千秋楽を迎え、関脇・御嶽海が横綱・照ノ富士を下し、13場所ぶり3回目の幕内最高優勝を果たした。取組後審判部が八角理事長（元横綱・北勝海）に御嶽海の大関昇進を諮る臨時理事会開催を要請した[1]。
- 24日 - 【大相撲】横綱審議委員会（横審）の定例会合が行われ、委員長矢野弘典がこの日限りで横審の委員を任期満了で退任することと、矢野の後任の委員長に高村正彦が就任することを決定した[2]。
- 26日
  - 【大相撲】日本相撲協会が臨時理事会と3月場所の番付編成会議を開き、関脇御嶽海の大関昇進を決定した[3]。長野県出身の新大関誕生は1795年（寛政7年）の雷電以来227年ぶり[3]。東洋大学出身者としては初めての大関になった[3]。
  - 【大相撲】昭和以降最年長かつ昭和時代に初土俵を踏んだ最後の現役力士だった元三段目・華吹の現役引退が日本相撲協会から発表された[4][5]。
- 27日
  - 【大相撲】日本相撲協会の役員候補選挙の立候補受付が行われ、理事候補選挙（定数10）、副理事候補選挙（定数3）とも立候補者数が定数と同数になったため、全立候補者の無投票当選が決定した[6]。
  - 【大相撲】日本相撲協会が定例理事会を開き、以下の事項を決定した。
    - 2021年12月に発覚した違法賭博問題の関係者の処分を決定した[7]。幕内英乃海は出場停止1場所（謹慎休場した1月場所を出場停止扱いに変更）と2か月間の報酬減額20パーセント、十両紫雷は譴責処分とした[7]。2人の師匠の11代木瀬（元幕内・肥後ノ海）は厳重注意とされた[7]。
    - 2月1日付で11代友綱（元関脇・旭天鵬）と5代大島（元関脇・魁輝）が名跡を交換し、友綱部屋の名称が大島部屋へ変更されることを承認した[8]。
    - 2月1日付で14代武隈（元大関・豪栄道）が境川部屋から独立し、武隈部屋を新設することを承認した[9]。
    - 2月7日付で22代押尾川（元関脇・豪風）が尾車部屋から独立して押尾川部屋を新設することと、同日付で尾車部屋が閉鎖となり関係者らが押尾川部屋と二所ノ関部屋に分かれて転籍することを承認した[9]。
    - 両国国技館で開催される5月場所の観客上限数を通常時の約87パーセントとなる9267人とすることを決定した[10]。同じく国技館で開催された1月場所の上限人数は5000人だった[10]。また、5月場所からは相撲茶屋の営業も再開されることになった[10]。

### 2月
- 5日 - 【大相撲】翌6日に予定されていた第46回日本大相撲トーナメント（両国国技館）について、主催者のフジテレビが、関取70人のうち新型コロナウイルス陽性および濃厚接触による欠場者の合計が同日時点で横綱・大関を含む幕内29人、十両15人の計44人に上ったため、開催を中止することを発表した[11]。
- 7日 - 【大相撲】11日に予定されていた第54回NHK福祉大相撲（両国国技館）の中止が決定[12]。
- 9日 - 【大相撲】日本相撲協会は、1月場所終了後からこの日までに新型コロナウイルス感染症の陽性反応が出た協会員の数が累計252人であると発表した[13]。
- 14日 - 【大相撲】日本相撲協会の芝田山広報部長（元横綱・大乃国）が、3月場所前に予定されていた新弟子検査について付出資格者を除き延期することと、同場所の前相撲が中止になることを明らかにした[14]。

### 3月
- 27日 - 【大相撲】3月場所はこの日に千秋楽を迎え、幕内は新関脇若隆景が初優勝を果たした。新関脇が優勝するのは1936年5月場所の双葉山以来約86年ぶり[15]。
- 28日 - 【大相撲】日本相撲協会が評議員会を開き、役員改選に伴う新しい理事を選任した。その後開かれた理事会では理事長の互選が行われ、現職の八角理事長（元横綱・北勝海）が再選した[16]。
- 31日 - 【大相撲】日本相撲協会が理事会を開き、以下の事項を決定した。
  - 力士数の減少に伴い、昭和59年1月場所より続いていた三段目100枚200人を削減し、令和4年5月場所より90枚180人とする[17]。
  - 上記変更に伴い、付出入門の制度を一部改定し、三段目100枚目格付出を三段目90枚目格付出に変更した[18]。5月場所の入門者から適用される[18]。
  - ドルフィンズアリーナで開催される7月場所は通常開催とし、観客上限数も通常時の100パーセントとなる7448人とすることを決定した[19]。
  - 新型コロナウイルス感染拡大の影響で中止の続いていた巡業を、夏巡業から再開することを決定した[20]。
  - 横綱審議委員会委員の職を池坊保子と紺野美沙子に委嘱した[21]。2人の女性が同時に横審委員を務めるのは史上初めて[21]。

### 5月
- 10日 - 【大相撲】5月場所3日目、東京大学出身者として史上初の大相撲力士となる須山（木瀬部屋）が前相撲でデビューを果たした[22]。
- 22日 - 【大相撲】5月場所はこの日に千秋楽を迎え、幕内は横綱照ノ富士が3場所ぶり7度目の優勝を果たした[23]。

### 6月
- 22日 - 【大相撲】元小結・松鳳山が現役を引退した[24]。
- 30日 - 【大相撲】20代北陣（元幕内・翔天狼）が年寄「錦島」に名跡変更した[25]。

### 7月
- 16日 - 【大相撲】7月場所7日目のこの日から、出羽海部屋所属力士全員が部屋関係者の新型コロナウイルス感染判明に伴って途中休場することになった。部屋関係者の新型コロナウイルス感染が判明して本場所を途中から休場するのは史上初。角番脱出前に休場が決定した大関御嶽海（自身も感染判明）ら出羽海部屋所属力士[注 1]の翌場所の番付に関する扱いについては、場所後に協議されることになった[28]。
- 21日 - 【大相撲】7月場所12日目のこの日の幕下以下の取組2番で、対戦が組まれていた力士両方が休場[注 2]となったため「両者不戦敗」となった[29]。両者不戦敗は1995年3月場所以来27年ぶりに発生した[29]。
- 22日 - 【大相撲】7月場所13日目のこの日から関取8人が場所を途中休場した[注 3]ことに伴い、十両以上の休場者数が21人となった[30]。これにより、戦後最多記録（2021年1月場所の19人）を上回るワースト記録を更新した[30]。翌日以降も休場者は増えたため、最終的に十両以上の休場者数は23人まで増えた[27]。
- 24日 - 【大相撲】7月場所はこの日に千秋楽を迎え、幕内は平幕の逸ノ城が12勝3敗で初優勝した[31]。表彰式では、八角理事長（元横綱・北勝海）がこの日から休場したため[注 4]、陸奥事業部長（元大関・霧島）が代理で出席した[32]。
- 28日 - 【大相撲】日本相撲協会が定例理事会を開き、21代間垣（元横綱・白鵬）が年寄「宮城野」を襲名して宮城野部屋を継承することと、12代宮城野（元幕内・竹葉山）が年寄「間垣」を襲名することを7月28日付で承認した[33]。

### 8月
- 1日 - 【大相撲】13代高島が、8月1日付で宮城野部屋から伊勢ノ海部屋に転属した[34]。
- 5日 - 【大相撲】新型コロナウイルス感染拡大の影響により2019年の冬巡業を最後に中止の続いていた地方巡業が、この日開始した夏巡業から2年8か月ぶりに再開された[35]。
- 29日 - 【大相撲】元関脇・魁聖が現役を引退し、年寄「友綱」を襲名した[36]。

### 9月
- 2日 - 【大相撲】日本相撲協会は、12代大山（元幕内・大飛）が8月31日付で退職したと発表した[37]。
- 21日 - 【大相撲】9月場所11日目のこの日に、大関御嶽海の負け越しが決定した。御嶽海はこの場所も角番扱いで大関に据え置かれていたが[注 5]、この負け越しにより大関からの陥落も決定した[38]。
- 23日 - 【大相撲】元小結・常幸龍が現役を引退した[39]。
- 25日 - 【大相撲】9月場所はこの日に千秋楽を迎え、幕内は平幕の玉鷲が13勝2敗で21場所ぶり2度目の優勝を果たした。玉鷲は37歳10か月であり、昭和以降最年長での幕内最高優勝となった[40]。

### 10月
- 6日 - 7日 - 【大相撲】日本相撲協会が、17年ぶりとなる「大相撲ファン感謝祭」を両国国技館で開催した[41]。
- 8日 - 【大相撲】12代君ヶ濱（元関脇・琴勇輝）が年寄「北陣」に名跡変更した[42]。
- 18日 - 【大相撲】9月場所で途中休場した横綱・照ノ富士が両膝を内視鏡手術した。復帰時期は未定[43]。

### 11月
- 7日 - 【大相撲】23代佐ノ山（元小結・千代鳳）が年寄「大山」に名跡変更した[44]。
- 18日 - 【大相撲】11月場所6日目のこの日、十両の土俵では史上初となる幕内最高優勝経験者同士の取組が組まれ、幕下朝乃山が十両德勝龍に勝利した[45]。
- 20日 - 【大相撲】元小結・千代大龍が現役を引退した。日本相撲協会には残らない[46]。
- 22日 - 【大相撲】11月場所で大関から陥落し、10勝を挙げれば大関に復帰できる関脇御嶽海が、この日に6敗目を喫して1場所で大関に復帰することが不可能になった[47]。
- 24日 - 【大相撲】11月場所12日目のこの日までに、2022年に幕内最高優勝を経験した力士全員の優勝の可能性が消滅し、2022年は1991年以来31年ぶり3度目となる、年間6場所全ての幕内最高優勝力士が異なる年になることが確定した[48]。
- 25日 - 【大相撲】11月場所13日目のこの日、角番の大関正代が8敗目を喫して2場所連続での負け越しとなったため、大関から陥落することが決定した[49]。
- 26日 - 【大相撲】11月場所14日目のこの日、関脇若隆景の単独での年間最多勝が確定した[50]。
- 27日 - 【大相撲】11月場所はこの日に千秋楽を迎え、幕内では平幕の阿炎が、1994年3月場所以来28年ぶりとなる3人による優勝決定戦を制して初優勝した。3場所連続で平幕力士が優勝するのは史上初[51]。
- 28日 - 【大相撲】元前頭・豊山が現役を引退した。日本相撲協会には残らない[52]。

### 12月
- 1日 - 【大相撲】日本相撲協会が定例理事会を開き、8代安治川（元関脇・安美錦）が同日付で伊勢ヶ濱部屋から独立して安治川部屋を創設することを承認した[53]。
- 26日
  - 【大相撲】日本相撲協会が2023年1月場所の番付を発表し、三役以上は横綱と大関が1人ずつ、関脇と小結が4人ずつとなった。1横綱1大関は1898年1月場所以来125年ぶりで、大関が1人しかいないため横綱照ノ富士が2020年3月場所の鶴竜以来となる「横綱大関」になった。4関脇4小結は1962年5月場所以来61年ぶりという異例の番付となった[54]。
  - 【大相撲】日本相撲協会が臨時理事会を開き、以下の事項を決定した。
    - 幕内逸ノ城について、新型コロナウイルス対応ガイドラインに違反する行動があったとして、1場所の出場停止処分とすることを決定した。また、逸ノ城の師匠の23代湊（元幕内・湊富士）も3か月間20パーセントの報酬減額処分とすることを決定した[55]。
    - 伊勢ヶ濱部屋所属の幕下以下力士1人について、同部屋所属力士に対する暴力事案があったとして、2場所の出場停止処分とすることを決定した。また、この問題に関与していた別の幕下以下力士1人については引退勧告相当とした上で引退届を受理し、2人の師匠の9代伊勢ヶ濱（元横綱・旭富士）についても降格処分相当とした上で理事辞任届を受理した[56]。

## 競技結果

### 大相撲

#### 本場所

##### 一月場所（初場所）
両国国技館（東京都）を会場に、2022年（令和4年）1月9日から1月23日までの15日間開催された。番付発表は2021年（令和3年）12月24日。
| タイトル     | タイトル     | 人物（所属部屋 出身地） - 成績                                               |
| ------------ | ------------ | ---------------------------------------------------------------------------- |
| 幕内最高優勝 | 幕内最高優勝 | 御嶽海久司（出羽海部屋 長野県木曽郡上松町出身） - 13勝2敗（13場所ぶり3回目)  |
| 三賞         | 殊勲賞       | 阿炎政虎（錣山部屋 埼玉県越谷市出身） - 12勝3敗（初受賞）                    |
| 三賞         | 敢闘賞       | 琴ノ若傑太（佐渡ヶ嶽部屋 千葉県松戸市出身） - 11勝4敗（3場所ぶり2回目）      |
| 三賞         | 技能賞       | 御嶽海久司（出羽海部屋 長野県木曽郡上松町出身） - 13勝2敗（20場所ぶり3回目） |
| 十両優勝     | 十両優勝     | 琴勝峰吉成（佐渡ヶ嶽部屋 千葉県柏市出身） - 11勝4敗 ※優勝決定戦勝利          |
| 幕下優勝     | 幕下優勝     | 西川登輝（境川部屋 大阪府寝屋川市出身） - 7戦全勝                            |
| 三段目優勝   | 三段目優勝   | 向中野真豪（宮城野部屋 三重県伊勢市出身）- 7戦全勝 ※優勝決定戦勝利           |
| 序二段優勝   | 序二段優勝   | 朝阪神虎吉（高砂部屋 大阪府泉大津市出身） - 7戦全勝                          |
| 序ノ口優勝   | 序ノ口優勝   | 中島楓（武蔵川部屋 大分県別府市出身） - 7戦全勝                              |

##### 三月場所（春場所・大阪場所）
エディオンアリーナ大阪（大阪府大阪市）を会場に、3月13日から3月27日までの15日間開催された。番付発表は2月28日。
| タイトル     | タイトル     | 人物（所属部屋 出身地） - 成績 |
| ------------ | ------------ | --- |
| 幕内最高優勝 | 幕内最高優勝 | 若隆景渥（荒汐部屋 福島県福島市出身） - 12勝3敗（初優勝） ※優勝決定戦勝利                                                                    |
| 三賞         | 殊勲賞       | 該当者無し |
| 三賞         | 敢闘賞       | 琴ノ若傑太（佐渡ヶ嶽部屋 千葉県松戸市出身） - 11勝4敗（2場所連続3回目） 髙安晃（田子ノ浦部屋 茨城県土浦市出身） - 12勝3敗（30場所ぶり5回目） |
| 三賞         | 技能賞       | 若隆景渥（荒汐部屋 福島県福島市出身） - 12勝3敗（5場所ぶり3回目）                                                                            |
| 十両優勝     | 十両優勝     | 竜電剛至（高田川部屋 山梨県甲府市 出身） - 13勝2敗                                                                                           |
| 幕下優勝     | 幕下優勝     | 金峰山晴樹（木瀬部屋 カザフスタン・アルマトイ州出身） - 7戦全勝                                                                              |
| 三段目優勝   | 三段目優勝   | 神崎大河（武隈部屋 兵庫県姫路市出身）- 7戦全勝                                                                                               |
| 序二段優勝   | 序二段優勝   | 虎徹亮我（木瀬部屋 三重県津市出身） - 7戦全勝 ※優勝決定戦勝利                                                                                |
| 序ノ口優勝   | 序ノ口優勝   | 琴手計太希（佐渡ヶ嶽部屋 千葉県柏市出身） - 7戦全勝 ※優勝決定戦勝利                                                                          |

##### 五月場所（夏場所）
両国国技館（東京都）を会場に、5月8日から5月22日までの15日間開催された。番付発表は4月25日。
| タイトル     | タイトル     | 人物（所属部屋 出身地） - 成績 |
| ------------ | ------------ | --- |
| 幕内最高優勝 | 幕内最高優勝 | 照ノ富士春雄（伊勢ヶ濱部屋 モンゴル・ウランバートル出身） - 12勝3敗（3場所ぶり7回目）                                             |
| 三賞         | 殊勲賞       | 大栄翔勇人（追手風部屋 埼玉県朝霞市出身） - 11勝4敗（5場所ぶり5回目） 隆の勝伸明（常盤山部屋 千葉県柏市出身） - 11勝4敗（初受賞） |
| 三賞         | 敢闘賞       | 佐田の海貴士（境川部屋 熊本県熊本市東区出身） - 11勝4敗（48場所ぶり2回目）                                                        |
| 三賞         | 技能賞       | 該当者なし |
| 十両優勝     | 十両優勝     | 錦富士隆聖（伊勢ヶ濱部屋 青森県十和田市出身） - 11勝4敗                                                                           |
| 幕下優勝     | 幕下優勝     | 欧勝馬出喜（鳴戸部屋 モンゴル・トゥブ県出身） - 7戦全勝                                                                           |
| 三段目優勝   | 三段目優勝   | 神谷元気（陸奥部屋 宮崎県児湯郡川南町出身）- 7戦全勝                                                                              |
| 序二段優勝   | 序二段優勝   | 琴手計太希（佐渡ヶ嶽部屋 千葉県柏市出身） - 7戦全勝 ※優勝決定戦勝利                                                               |
| 序ノ口優勝   | 序ノ口優勝   | 風賢央厳太（押尾川部屋 愛媛県伊予市出身） - 6勝1敗 ※優勝決定戦勝利                                                                |

##### 七月場所（名古屋場所）
ドルフィンズアリーナ（愛知県名古屋市）を会場に、7月10日から7月24日までの15日間開催された。番付発表は6月27日。
| タイトル     | タイトル     | 人物（所属部屋 出身地） - 成績                                               |
| ------------ | ------------ | ---------------------------------------------------------------------------- |
| 幕内最高優勝 | 幕内最高優勝 | 逸ノ城駿（湊部屋 モンゴル・アルハンガイ県出身） - 12勝3敗（初優勝）          |
| 三賞         | 殊勲賞       | 逸ノ城駿（湊部屋 モンゴル・アルハンガイ県出身） - 12勝3敗（19場所ぶり3回目） |
| 三賞         | 敢闘賞       | 錦富士隆聖（伊勢ヶ濱部屋 青森県十和田市出身） - 10勝5敗（初受賞）            |
| 三賞         | 技能賞       | 該当者なし                                                                   |
| 十両優勝     | 十両優勝     | 竜電剛至（高田川部屋 山梨県甲府市 出身） - 12勝3敗                           |
| 幕下優勝     | 幕下優勝     | 吉井虹（時津風部屋 静岡県焼津市出身） - 7戦全勝                              |
| 三段目優勝   | 三段目優勝   | 朝乃山広暉（高砂部屋 富山県富山市出身） - 7戦全勝                            |
| 序二段優勝   | 序二段優勝   | 日翔志忠勝（追手風部屋 東京都立川市出身） - 7戦全勝                          |
| 序ノ口優勝   | 序ノ口優勝   | 高橋優太（二所ノ関部屋 福島県須賀川市出身）- 6勝1敗 ※優勝決定戦勝利          |

##### 九月場所（秋場所）
国技館を会場に、9月11日から9月25日までの15日間開催された。番付発表は8月29日。
| タイトル     | タイトル     | 人物（所属部屋 出身地） - 成績 |
| ------------ | ------------ | --- |
| 幕内最高優勝 | 幕内最高優勝 | 玉鷲一朗（片男波部屋 モンゴル・ウランバートル出身） - 13勝2敗（21場所ぶり2回目）                                                               |
| 三賞         | 殊勲賞       | 翔猿正也（追手風部屋 東京都江戸川区出身） - 10勝5敗（初受賞） 玉鷲一朗（片男波部屋 モンゴル・ウランバートル出身） - 13勝2敗（21場所ぶり2回目） |
| 三賞         | 敢闘賞       | 髙安晃（田子ノ浦部屋 茨城県土浦市出身） - 11勝4敗（3場所ぶり6回目）                                                                            |
| 三賞         | 技能賞       | 若隆景渥（荒汐部屋 福島県福島市出身） - 11勝4敗（3場所ぶり4回目）                                                                              |
| 十両優勝     | 十両優勝     | 栃武蔵陽太（春日野部屋 埼玉県入間市出身）- 11勝4敗                                                                                             |
| 幕下優勝     | 幕下優勝     | 大成龍喜悌（木瀬部屋 青森県八戸市出身） - 7戦全勝                                                                                              |
| 三段目優勝   | 三段目優勝   | 欧勝海成矢（鳴戸部屋 石川県河北郡津幡町出身） - 7戦全勝                                                                                        |
| 序二段優勝   | 序二段優勝   | 高橋優太（二所ノ関部屋 福島県須賀川市出身）- 7戦全勝 ※優勝決定戦勝利                                                                           |
| 序ノ口優勝   | 序ノ口優勝   | 大谷真惟（宮城野部屋 沖縄県沖縄市出身） - 7戦全勝                                                                                              |

##### 十一月場所（九州場所）
福岡国際センター（福岡県福岡市）を会場に、11月13日から11月27日までの15日間開催された。番付発表は10月31日。
| タイトル     | タイトル     | 人物（所属部屋 出身地） - 成績                                                  |
| ------------ | ------------ | ------------------------------------------------------------------------------- |
| 幕内最高優勝 | 幕内最高優勝 | 阿炎政虎（錣山部屋 埼玉県越谷市出身） - 12勝3敗（初優勝）※優勝決定戦勝利        |
| 三賞         | 殊勲賞       | 髙安晃（田子ノ浦部屋 茨城県土浦市出身） - 12勝3敗（33場所ぶり4回目）            |
| 三賞         | 敢闘賞       | 阿炎政虎（錣山部屋 埼玉県越谷市出身） - 12勝3敗（6場所ぶり4回目）               |
| 三賞         | 技能賞       | 豊昇龍智勝（立浪部屋 モンゴル・ウランバートル出身） - 11勝4敗（8場所ぶり2回目） |
| 十両優勝     | 十両優勝     | 欧勝馬出喜（鳴戸部屋 モンゴル・トゥブ県出身） - 11勝4敗 ※優勝決定戦勝利         |
| 幕下優勝     | 幕下優勝     | 玉正鳳萬平（片男波部屋 モンゴル・ウランバートル出身） - 7戦全勝                 |
| 三段目優勝   | 三段目優勝   | 日翔志忠勝（追手風部屋 東京都立川市出身） - 7戦全勝 ※優勝決定戦勝利             |
| 序二段優勝   | 序二段優勝   | 朝志雄亮賀（高砂部屋 三重県志摩市出身） - 7戦全勝                               |
| 序ノ口優勝   | 序ノ口優勝   | 尊富士弥輝也（伊勢ヶ濱部屋 青森県五所川原市出身） - 7戦全勝                     |

#### 巡業

##### 春巡業
例年3月場所後に実施されているが、新型コロナウイルスの感染拡大の影響により2021年9月30日の理事会で中止が決定した。

##### 夏巡業
- 8月5日 - 大相撲立川立飛場所（東京都・アリーナ立川立飛）[64]
- 8月6日 - 大相撲船橋場所（千葉県・船橋アリーナ）[65]
- 8月7日 - 大相撲さいたまスーパーアリーナ場所（埼玉県・さいたまスーパーアリーナ）[66]
- 8月11日 - 大相撲古河場所（茨城県・イーエスはなもも体育館）[67]
- 8月14日 - 大相撲春日部場所（埼玉県・ウイング・ハット春日部）[68]

##### 秋巡業
- 10月8日 - 大相撲青梅場所（東京都・住友金属鉱山アリーナ青梅）[69]
- 10月9日 - 大相撲筑西場所（茨城県・下館総合体育館）[70]
- 10月10日 - 大相撲千葉場所（千葉県・千葉ポートアリーナ）[71]
- 10月15日 - 大相撲久喜場所（埼玉県・毎日興業アリーナ久喜）[72]
- 10月22日 - 大相撲甲府場所（山梨県・アイメッセ山梨）[73]
- 10月28日 - 大相撲桐生場所（群馬県・桐生ガススポーツセンター）[74]

##### 冬巡業
- 12月3日 - 大相撲出島メッセ長崎場所（長崎県・出島メッセ長崎）[75]
- 12月4日 - 大相撲芦北場所（熊本県・芦北町民総合センターしろやまスカイドーム）[76]
- 12月6日 - 大相撲別府場所（大分県・ビーコンプラザ）[77]
- 12月7日 - 大相撲北九州場所（福岡県・北九州市立総合体育館）[78]
- 12月10日 - 大相撲総社場所（岡山県・きびじアリーナ）[79]
- 12月12日 - 枚方市市制施行75周年記念事業 大相撲枚方場所（大阪府・KTM河本工業総合体育館）[80]
- 12月13日 - 長岡京市市制施行50周年記念 大相撲長岡京場所（京都府・西山公園体育館）[81]
- 12月14日 - 大相撲四日市場所（三重県・四日市市総合体育館）[82]

#### その他

##### 昇格
- 1月26日 - 関脇・御嶽海が大関に昇進[3]

#### 新弟子検査合格者
四股名が太字の者は現役力士。最高位は引退力士のみ記載。
| 場所     | 人数 | 主な合格者 | 四股名       | 最高位   | 最終場所 | 備考               |
| -------- | ---- | ---------- | ------------ | -------- | -------- | ------------------ |
| 1月場所  | 5人  | 竹田章一郎 | 若ノ勝栄道   | （現役） | （現役） |                    |
| 1月場所  | 5人  | 手計太希   | 琴栄峰央起   | （現役） | （現役） |                    |
| 3月場所  | 37人 | 住木厳太   | 風賢央厳太   | （現役） | （現役） |                    |
| 3月場所  | 37人 | 羽出山将   | 羽出山将     | （現役） | （現役） | 三段目最下位格付出 |
| 5月場所  | 8人  | 高橋優太   | 白熊優太     | （現役） | （現役） |                    |
| 5月場所  | 8人  | 嘉陽快宗   | 嘉陽快宗     | （現役） | （現役） | 三段目最下位格付出 |
| 7月場所  | 2人  |            |              |          |          |                    |
| 9月場所  | 4人  | 川副圭太   | 川副圭太     | （現役） | （現役） | 幕下15枚目格付出   |
| 9月場所  | 4人  | 石岡弥輝也 | 尊富士弥輝也 | （現役） | （現役） | 年齢制限緩和       |
| 11月場所 | 10人 |            |              |          |          |                    |

#### 引退
| 場所     | 人数 | 主な引退力士 | 最高位     | 初土俵                                    | 備考             |
| -------- | ---- | ------------ | ---------- | ----------------------------------------- | ---------------- |
| 1月場所  | 25人 | 旭秀鵬滉規   | 前頭4枚目  | 2007年5月場所                             | [ 90 ]           |
| 3月場所  | 15人 | 魁猛         | 十両10枚目 | 2003年5月場所                             |                  |
| 5月場所  | 16人 | 彩尊光       | 十両11枚目 | 2007年3月場所                             | [ 93 ]           |
| 5月場所  | 16人 | 極芯道貴裕   | 十両13枚目 | 2012年3月場所                             | [ 93 ]           |
| 7月場所  | 10人 | 松鳳山裕也   | 小結       | 2006年3月場所                             | [ 95 ]           |
| 9月場所  | 14人 | 魁聖一郎     | 関脇       | 2006年9月場所                             | 年寄「友綱」襲名 |
| 9月場所  | 14人 | 常幸龍貴之   | 小結       | 2011年5月技量審査場所                     | [ 39 ]           |
| 11月場所 | 8人  | 千代大龍秀政 | 小結       | 2011年5月技量審査場所（幕下15枚目格付出） | [ 46 ]           |
| 11月場所 | 8人  | 豊山亮太     | 前頭筆頭   | 2016年3月場所（三段目100枚目格付出）      | [ 98 ]           |

##### 引退相撲興行
- 1月29日 - 豪栄道引退武隈襲名披露大相撲（両国国技館）[99]
- 1月30日 - 栃煌山引退清見潟襲名披露大相撲（両国国技館）[100]
- 2月5日 - 嘉風引退中村襲名披露大相撲（両国国技館）[101]
- 5月28日 - 豊ノ島引退井筒襲名披露大相撲（両国国技館）[102]
- 5月29日 - 安美錦引退安治川襲名披露大相撲（両国国技館）[103]
- 10月1日 - 琴奨菊引退秀ノ山襲名披露大相撲（両国国技館）[104]
- 10月2日 - 蒼国来引退荒汐襲名披露大相撲（両国国技館）[105]

##### 断髪式
- 2月19日 - 元幕内・誉富士（両国国技館）[106]
- 4月2日 - 元幕内・舛ノ山（東京都内のホテル）[107]
- 7月30日 - 元小結・臥牙丸（東京アメリカンクラブ）[108]
- 10月5日 - 元小結・千代鳳（両国国技館）[109]
- 12月3日 - 元幕内・旭日松（両国国技館）[110]

##### トーナメント大会
- 10月3日 - 第79回明治神宮例祭奉祝全日本力士選士権大会（両国国技館）[111]
  - 幕内トーナメント戦優勝：豊昇龍智勝（初優勝）[112]

##### その他
- 10月6日 - 7日 - 大相撲ファン感謝祭2022（両国国技館）[41]
- 12月26日 - 大相撲令和5年1月場所番付発表[54]

### アマチュア相撲

#### 国内大会
- 7月26日 - 28日 - 令和4年度全国高等学校総合体育大会第100回全国高等学校相撲選手権大会（高知市）[113]
- 9月18日 - 全日本実業団相撲選手権大会（愛媛県西予市）[114]
  - 個人戦優勝（実業団横綱）：落合哲也（野田組）
  - 団体戦優勝：日本通運
- 10月1日 - 3日 - 第77回国民体育大会（いちご一会とちぎ国体）相撲競技（栃木県大田原市）[115][116]
  - 成年の部個人優勝：中村泰輝（新潟県）
  - 成年の部団体優勝：新潟県
  - 少年の部個人優勝：成田力道（鳥取県）
  - 少年の部団体優勝：鳥取県
- 11月5日 - 6日 - 第100回記念全国学生相撲選手権大会（両国国技館）
  - 個人優勝（学生横綱）：バドジャルガル・チョイジルスレン（日本体育大学）[117]
  - 団体優勝：日本大学[118]
- 12月4日 - 第71回全日本相撲選手権大会（両国国技館）
  - 優勝（アマチュア横綱）：中村泰輝（日本体育大学）[119]

## 死去
- 1月4日 - 34代式守伊之助（元・立行司、所属：花籠部屋→放駒部屋→二子山部屋→貴乃花部屋、* 1941年【昭和16年】）[120]
- 2月17日 - 白岩政寿（最高位：十両7枚目、所属：伊勢ヶ濱部屋、若者頭：白岩、* 1957年【昭和32年】）[121]
- 7月16日 - 2代若乃花幹士（第56代横綱、所属：二子山部屋、* 1953年【昭和28年】）[122]
- 7月22日 - 37代木村庄之助（元・立行司、所属：高島部屋→熊ヶ谷部屋→大島部屋→友綱部屋、* 1950年【昭和25年】）[123]
- 11月23日 - 36代木村庄之助（元・立行司、所属：君ヶ濱部屋→井筒部屋、* 1948年【昭和23年】）[124]